# Zoo zimą
Zoo zimą (jap. 冬の動物園 Fuyu no dōbutsuen) – manga autorstwa Jirō Taniguchiego, publikowana na łamach magazynu „Big Comic Original” wydawnictwa Shōgakukan w latach 2005–2007. W Polsce ukazała się ona w 30 czerwca 2009 nakładem wydawnictwa Hanami.

## Fabuła
Hamaguchi, młody chłopak, pracuje w sklepie tekstylnym, jednak jego marzeniem jest zostać artystą. W samotności tworzy szkice zwierząt i ludzi. Wreszcie, także za sprawą problemów związanych z córką właściciela zakładu, porzuca pracę i przenosi się do Tokio, gdzie zostaje asystentem znanego mangaki. Wkrótce poznaje ciemne strony życia i tokijską bohemę artystyczną. Postanawia  stworzyć własny debiut komiksowy, dopingowany silnym uczuciem Mari, chorej dziewczyny.

## Elementy biograficzne
Można przypuszczać, że autor zaczerpnął wiele elementów Zoo zimą z własnego doświadczenia. Główny bohater jest asystentem mangaki, ma podobne nazwisko, a także pochodzi (tak samo jak Taniguchi) z Tottori. Dodatkowo akcja rozgrywa się w analogicznym okresie, na który przypadał początek zawodowej kariery Taniguchiego.